# Neptunea angulata
Neptunea angulata je vyhynulý druh velkého fosilního plže z čeledi surmovkovití.

## Jméno
Ohledně pojmenování tohoto plže byly vedeny spory, protože vzorky tohoto druhu byly dříve považovány za druh Neptunea contraria, což je ovšem jiný, žijící druh stejného rodu. Spor byl vyjasněn v roce 1986 C. M. Nelsonem a T. Painem.